# Cruzodesmus ergus
Cruzodesmus ergus är en mångfotingart som beskrevs av Chamberlin 1943. Cruzodesmus ergus ingår i släktet Cruzodesmus och familjen Xystodesmidae. Inga underarter finns listade i Catalogue of Life.